# Claude Sosthène Grasset d'Orcet
Pour les articles homonymes, voir Grasset.
Claude-Sosthène Grasset dit Grasset d'Orcet, né le 6 juin 1828 à Aurillac et décédé le 2 décembre 1900 à Cusset, était un archéologue, épigraphe, fondateur de la mythologie française.

## Biographie
Fils de Pierre-Joseph Grasset, maire de Mauriac, et d'Antoinette-Athénaïs de Chalembel, fille du maire de Cusset, il fit ses études au collège d'Aurillac, puis au collège de Juilly où il découvre l'ésotérisme avec l'Abbé Constant, le futur Éliphas Lévi, qui y avait été engagé comme répétiteur par le supérieur qui était à cette époque l'abbé  de Bonnechose (1800-1883), lequel sera par la suite évêque de Carcassonne en 1847, ensuite d'Évreux en 1854, puis de Rouen.
Grasset d'Orcet séjourne ensuite à Paris où il fait des études à la faculté de droit, puis de sculpture a l'École des beaux-arts dans l'atelier d'Élias Robert, lesquelles l'incitent à entreprendre des voyages en Grèce, puis dans tout le Proche-Orient. Il s'est marié à Chypre avec Clémence-Félicie Lafon, fille d'un ancien médecin-major établi à Nicosie.
Il fréquentait entre 1848 et 1851, le café de La Régence à Paris où il rencontra Alfred de Musset qui s'intoxiquait avec un mélange de bière et d'absinthe, Théophile Gautier, le feuilletoniste et librettiste Henri Murger avec Musette, modèle du personnage de Scènes de la vie de bohème, Jules Barbey d'Aurevilly. Il participe aux révoltes de 1848 en s'enrôlant dans une compagnie de la 10e légion commandée par le Marquis Félicien de Saulcy (1807-1880). Ce sera le début d'une longue relation entre les deux hommes.
Il s'établit plusieurs années à Chypre où il entreprend des fouilles et découvre une grande quantité d'objets dont une partie sera rapportée en France en 1859 par la Mission de Saulcy à son retour de la Terre-Sainte et qui constituent le premier fonds d'archéologie chypriote du Musée du Louvre.
Il participe alors à deux autres missions archéologiques, d'abord en  Phénicie avec Ernest Renan en 1859-1861, puis à nouveau à Chypre avec Melchior de Vogüé et l'architecte Edmond Duthoit en 1862-1864.
Avant 1870, Grasset d'Orcet a collaboré comme journaliste aux journaux La Cloche, Le Figaro, et fait des reportages pour l'Agence Havas pendant la Commune de Paris.
Il collabore pendant vingt-sept ans à La Revue britannique dans laquelle il publie 218 articles, le premier en 1873 sur L'Alcoolisme en littérature, et fait de nombreuses traductions.
Une partie de son œuvre a été reprise et continuée, d'une part par Henri Dontenville (1888-1981) qui ne la mentionne pas et qui a fondé en 1950 la Société de mythologie française, et plagiée par Joséphin Peladan; d'autre part par un certain nombre d'auteurs esotériques comme Fulcanelli ou Claudius Popelin le citent. 
Philippe G. Kerbellec, dans son livre Comment lire Raymond Roussel, identifie Grasset d’Orcet comme étant l’homme qui se cachait sous le pseudonyme de Fulcanelli.

## Œuvres
- Archéologie mystérieuse, Paris, 2 in-12°, E-dite 2000 et 2001,
- Œuvres décryptées, Paris, 2 in-12°, Éd. E-dite 2002 et 2003,
- Souvenirs, Paris, E-dite 2004,
- Histoire du cheval à travers les âges, Paris, E-dite 2006, réédité 2009,
- Histoire secrète de l'Europe, Paris, 2 in-12°, E-dite, 2000 et 2009
- Chroniques et Récits d'Auvergne, Paris, E-dite 2002,
- La Croix de verre, suivi du Siège de Lyon, Paris, E-dite 2001,
- Matériaux cryptographiques, Éditions les Trois R, 2 tomes grand in-8, ill. h-texte; première édition : 1976-1979, seconde édition : 1983 ; troisième édition : 2020, augmentée d'une préface de Limousin Espalier et de nouvelles illustrations.
- Hiéroglyphie dans l'Art Antique, suivi de Lucie Bonato, Sosthène Grasset et la découverte de l'archéologie chypriote. Éditions les Trois R, 2002 ; 2 tomes in-8, ill. in et h-texte  (ISBN 2-911129-03-2)

## Sources
- Notice nécrologique sur Grasset d'Orcet, 1900, Revue Britannique.
- Grasset d'Orcet, docteur en grimoires, par Valérie Gentil, 1993, mémoire de maîtrise, Université de Bordeaux,
- L'imaginaire de la nation chez l'ésotériste Grasset d'Orcet, par Jean-Claude Drouin, in L'Imaginaire de la nation, actes du colloque européen de Bordeaux, 1991, Bordeaux, PU Bordeaux.